# Fürnbergsche Poststraße

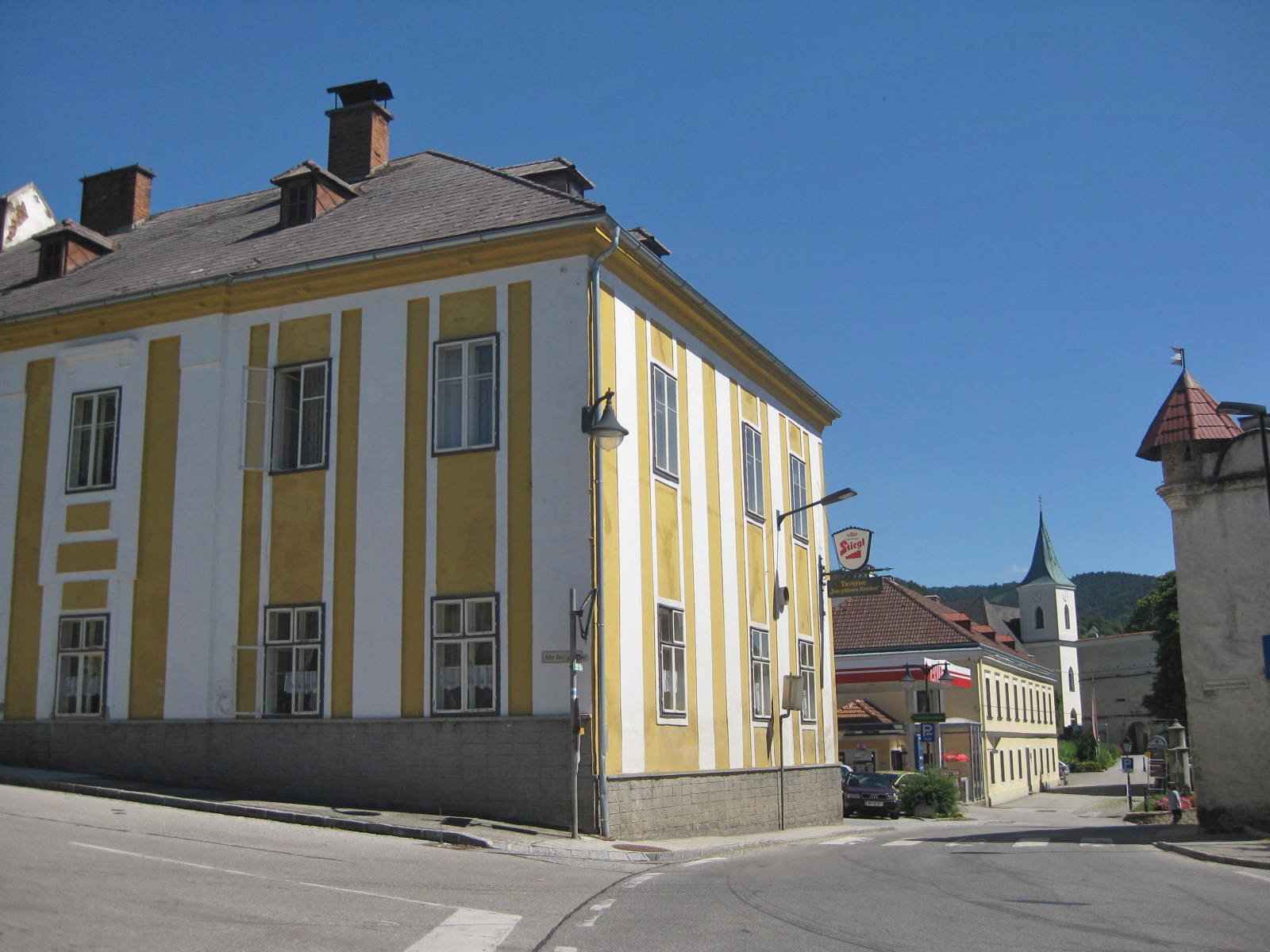
Ehemaliges Stationsgebäude in Pöggstall

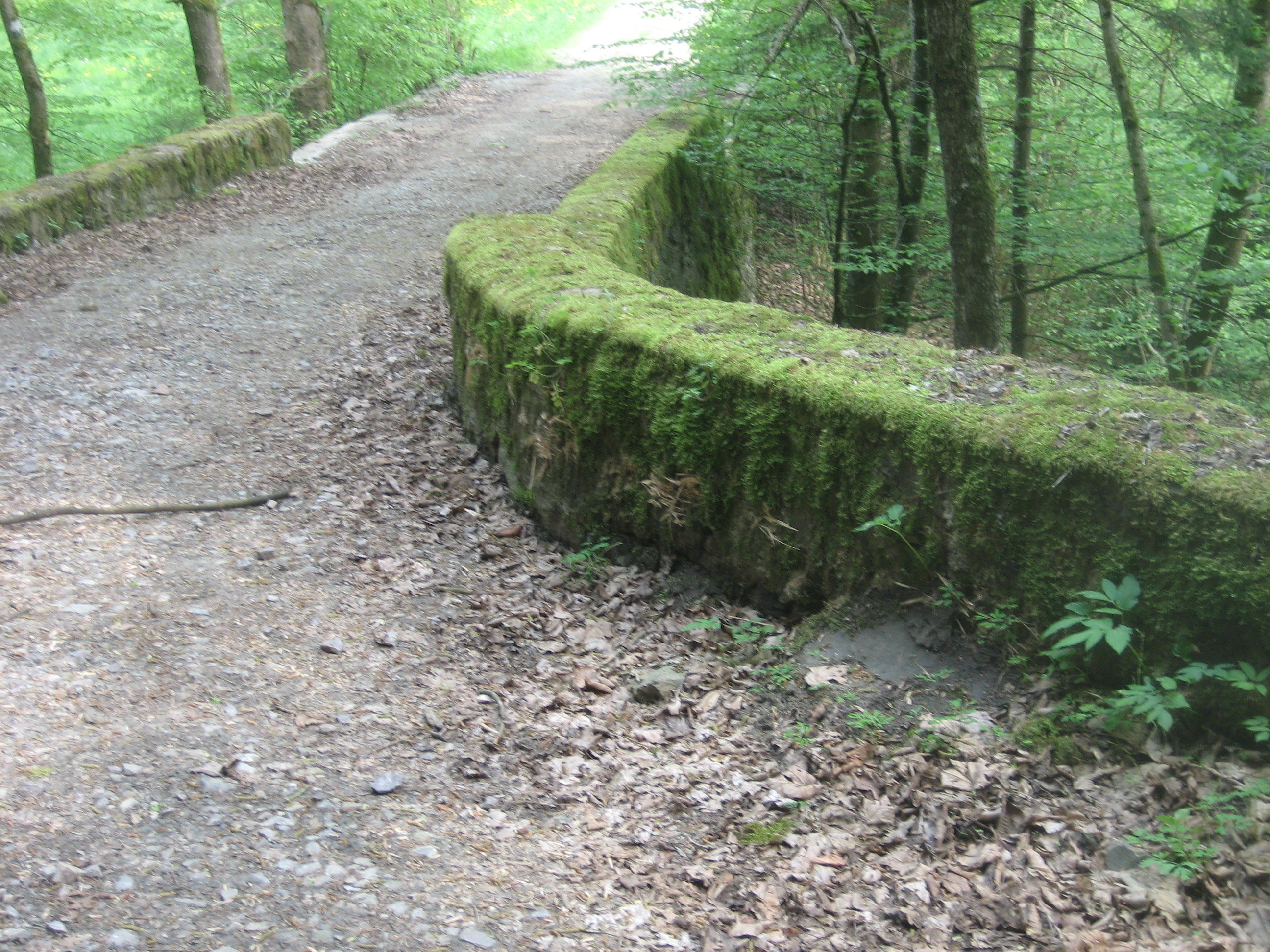
Schwarzabachbrücke in Artstetten-Pöbring

Die Fürnbergsche Poststraße ist eine alte Straße in Niederösterreich.
Joseph Weber von Fürnberg erhielt 1791 das Postprivileg und errichtete eine Poststraße. Die Straße folgte dem Weitental und dem Hölltal, nur zwischen Schloss Leiben und Pöggstall führte sie direkt über die Anhöhe Aichau (Scheiben), dann quer durch das Schwarzautal und weiter über Seiterndorf, wo noch einige Brücken erhalten sind. Die in Luberegg, Pöggstall und Gutenbrunn errichteten Poststationen erhielt er vom Kaiser als Erbeigentum.